# Tineoidea
Tineoidea zijn een superfamilie van vlinders. De superfamilie telt wereldwijd circa 3800 soorten.

## Families
- Eriocottidae Spuler, 1898 (10 geslachten, 111 soorten)
- Meessiidae Căpuşe, 1966
- Dryadaulidae Bradley, 1966 (3 geslachten, circa 50 soorten)[1][2]
- Psychidae Boisduval, 1829 (Zakjesdragers; 241 geslachten, 1350 soorten)
- Tineidae Latreille, 1810 (Echte motten; 401 geslachten, 2792 soorten)